# Танин-1
«Тани́н-1» (ивр. תנין‎ — досл. «крокодил») — газовое месторождение в Израиле в акватории Средиземного моря. Начальные запасы газа составляют 30 млрд м³. Это третье по объёму газовое месторождение, разведанное в израильской экономической зоне, после «Левиафана» и «Тамар».
Месторождение расположено в 120 км от берега, севернее газового поля «Левиафан». Газоносность связана с отложениями раннего миоцена.
Газовые месторождения Танин и Кариш были проданы греческой нефтяной компании Energean в 2016 году за 150 миллионов долларов.